# Ohé jeudi !
 (mai 2015).
Si vous disposez d'ouvrages ou d'articles de référence ou si vous connaissez des sites web de qualité traitant du thème abordé ici, merci de compléter l'article en donnant les références utiles à sa vérifiabilité et en les liant à la section « Notes et références ».
Ohé jeudi ! est une émission de télévision française pour la jeunesse diffusée en direct chaque jeudi après-midi sur la première chaîne de l'ORTF de septembre 1968 à juin 1969. Elle était présentée par Suzanne Gabriello.

## Séries
- Les Enfants de l'archipel
- Mon ami Ben[1]
- Le Petit Chevalier bleu
- Popeye
- Skippy le kangourou